# Академия дела Круска
Академия дела Круска (на италиански: Accademia della Crusca), често само Круска (Crusca), е италианска институция (юридическо лице), която обединява учени и експерти по лингвистика и филология на италианския език.
Тя е сред най-престижните лингвистични институции в Италия и в света.
Основана е във Флоренция от Леонардо Салвиати като неформална група приятели, посветена, за разлика от педантичната Флорентинска академия, на игриви разговори („cruscate“). Академията е официално създадена на 25 март 1583 г. с встъпителна церемония, последвана от две години, в които членовете ѝ започват да мислят за възможността да се организират около устав (среща от 25 януари 1583 г.).
Тя е най-старата лингвистична академия в света (1583 г.). В своята повече от четири века дейност тя винаги се е откроявала с усиления си ангажимент да запази италианския език чист, публикувайки още през 1612 г. първото издание на Речника на академиците на Круска (Vocabolario degli Accademici della Crusca), който също служи като лексикографски пример за френски, немски и английски език. През 1636 г. кардинал Ришельо създава Френската академия по модела на Академия дела Круска.
Тя е част от Европейската федерация на националните езикови институции, чиято задача е да изработи обща линия за защита на всички европейски национални езици. За Италия освен Академията във федерацията участва и институтът Opera del Vocabolario Italiano (OVI) на Националния съвет за научни изследвания (CNR). От 1985 г.  той е институтът на CNR, който има за задача да развива италианския исторически речник. Базиран е в Академия дела Круска, от която произлиза през 1965 г. като проект, финансиран от CNR, и с която разработва нов речник на Данте.

## История

### Произход и основатели
Произходът на тази институция има напълно „антиакадемичен“ пролог: нейните основатели първоначално се наричат бригадата на Крусконите и представляват нещо като клуб, чиито членове – поети, учени, прависти се събират на весели празненства, по време на които рецитират за забавление „cruscate“, т.е. културни речи, но със закачлив и шеговит стил. Обявеното им намерение, видно още от избора на името, е да се откъснат от педантичността на Флорентинската академия, защитавана от Великия херцог Козимо I де Медичи, и да се противопоставят на нейния строг и класически стил. Крусконите също се борят срещу класическия педантизъм с хумор, сатира и ирония, без това да компрометира основното намерение на групата, чисто литературно и често изразено в литературни спорове на високо ниво.
Основателите на Круска традиционно се идентифицират като Джован Батиста Дети ил Солло, Антон Франческо Грацини ил Ласка, Бернардо Каниджани ил Грамолато, Бернардо Дзанкини ил Мачерато, Бастиано де Роси л'Инфериньо, към които през октомври 1582 г. се прибавя Леонардо Салвиати л'Инфаринато (1540 – 1589).
Под напора и с решаващия принос на Салвиати, започвайки от 1583 г., Академията приема нова форма, последователно насочвайки се към целта, която академиците си поставят: да покажат и запазят красотата на флорентинския народен език по модел на автори от 14 век. Академията следователно изоставя лудичния и игрив отпечатък, за да приеме нормативна роля, запазвайки я за векове. Дори значението на термина се променя: Академиците на Круска работят, за да разграничат добрата и чиста част на езика (брашното, на итал. farina) от лошата и нечистата част (по-точно триците, на итал. crusca).Оттук и символиката и устройството: гербът е фрулон – машина за пресяване с мотото на Петрарка Il più bel fior ne coglie („Най-хубавото цвете събира от тях“) като инсигния. Членовете приемат, поне през първите векове, „име на Круска“: прякор, свързан по някакъв начин с жизнения цикъл на зърното и с видовете или употребата на хляба (като Набрашнен, Наронен, Омесен и др.); освен това всеки академик има impresa – дървена лопата с изрисувано върху нея име на академика, мото, обикновено взето от Петрарка, и изображение, което служи като връзка между името и мотото. Освен това в централата на Академията, по-специално в Залата на лопатите (Sala delle Pale), са запазени други мебели, които се отнасят до едно и също семантично поле, като например седалки, направени от обърнат панер за хляб, която има като облегалка лопата за фурна.

## Монозини и първият речник
Един от първите учени, повлияли на работата на Круска, е Аньоло Монозини (1568 – 1626). Той има важен принос за първото издание на Речника на академиците от Круска (Vocabolario degli Academici della Crusca) (1612), особено в областта на етимологията и паремиологията.
Първото издание на речника отразява лингвистичната концепция на Салвиати (и след него на академика Винченцо Мария Боргини), която надхвърля позициите на Пиетро Бембо: тя се връща към идеала за един чист, естествен, народен флорентински език, легитимиран чрез използването както от най-големите писатели, така и от най-малките. Речникът също така записва думите на живия флорентинец, при условие че са засвидетелствани и следователно легитимирани от древни автори или второстепенни текстове, дори и неизвестни. Лексиката се характеризира с пълна липса на интерес към научно-техническата терминология. Изчезва разликата между използването на поезия и проза, препратката към регионални или диалектни употреби, навикът да се вмъкват граматически наблюдения в записите. Употребите, които все още са свързани с латинския език, са изоставени. Архаичната формулировка предизвиква критиките на Паоло Бени, Алесандро Тасони, Даниело Бартоли, Алесандро Полити, Джироламо Джили и Плачидо Спадафора. Критиките не променят начина, по който работят академиците, дотолкова че второто издание от 1623 г. не се различава много от първото, с изключение на някои корекции и увеличаването на общия брой записани единици.
Третото издание е отпечатано във Флоренция в печатницата на Академия дела Круска и е публикувано през 1691 г. в три тома с посвещение на Козимо III де Медичи. Той представя промени от голямо значение: въведено е обозначението VA, за да се маркират древните записи като историческо свидетелство, за да могат да се разберат древните текстове, а не като пример за подражание; авторите, от които са взети примерите, са се разраснали и включват и някои съвременни, включително Торкуато Тасо (изключен от първите 2 издания), Николò Макиавели, Франческо Гуичардини, Джовани Дела Каза, Бенедето Варки, както и Якопо Санадзаро, Балдасаре Кастильоне, Габриело Киабрера; увеличава се броят на взетите в предвид научни трактати и на записите, взети от научни писатели като Галилео Галилей.
Четвъртото издание е публикувано във Флоренция между 1729 и 1738 г. с посвещение на Джан Гастоне де Медичи. Елиминирани са и авторите на технико-научни трактати. Петото издание (от което са публикувани единадесет тома, първият през 1863 г.) е прекъснато на записа „Ozone“ през 1923 г.
Академия дела Круска продължава своята дейност с възходи и падения до 1783 г., когато Пиетро Леополдо я разпуска заедно с други академии и я обединява отново във Флорентинска академия (втора). През 1808 г. обаче е основана третата Флорентинска академия и с указ от 19 януари 1811 г., подписан от Наполеон, Круска е възстановена със своята автономия, устав и древни цели.

### Възраждане на Академията
На 3 март 1809 г. тронът на Тоскана е даден на Елиза Бачоки, сестра на Наполеон Бонапарт, която обаче няма властта да променя или издава нови закони, изключителна компетентност на нейния брат. Всички закони, прокламации, писма, манифести, едикти и др. написани са на френски език; въпреки това Наполеон на 9 април 1809 г. предоставя на флорентинците публична употреба на собствения им език с издаването на указ, издаден от Двореца „Тюйлери“. 
В този указ се посочва, че „италианският език може да се използва в Тоскана в конкуренция с френския език, в съдилищата, в актове, издадени пред Нотариуси и в частни споразумения. Освен това, за да се похвали с благосклонността на французите, е добавено: „С настоящия декрет ние основахме и основаваме годишна награда от 500 наполеона, средствата от която ще бъдат изтеглени от нашата цивилна листа и които ще се дават според доклад, който ще бъде направен пред нас, към авторите, чиито произведения ще допринесат по-ефективно за поддържането на италианския език в цялата му чистота.“
С последвалия указ от 9 януари 1811 г. старата Академия дела Круска е възстановена, като „особено отговорна за преразглеждането на речника на италианския език и за запазването на чистотата на самия език“. За академиците е определена годишна издръжка от 500 франка, 1000 франка на тези, които са натоварени със съставянето на речника, и 1200 на секретаря.

### 20 век
През 20 век Законът-декрет от 11 март 1923 г. променя нейния състав и посока: съставянето на речника е заменено с това на филологически текстове и речникът е поет от частна компания от учени. През 1955 г. обаче се заговоря за възраждане на делото по инициатива на Бруно Мильорини и др.
През 1983 г. е установено отделянето на Академията от проекта Vocabulary.

### 21 век
През 2010– 2011 г. се обсъжда затварянето на института по икономически причини, свързани с финансовата криза, която удря Италия, но хипотезата е отхвърлена.

## Символ и мото
Символът на Академията е frullone – машина, която е използвана за отделяне на брашното от триците. На 14 март 1590 г. академията приема като свое мото "Il più bel fior ne coglie"  („Най-красивото цвете от него събира“) –адаптиран стих на Петрарка («e ’l più bel fior ne colse», Canz. LXXIII, 36). Мотото е насложено върху фигурата на машината за пресяване в герба, с алюзия към задачите на Академията за пресяване и предлагане на най-чистата част в италианския език.

## Текущи цели и задачи
Понастоящем Академията преследва следните законови цели, като отделя специални грижи за:
1. Поддържането и обновяването на своите древни традиции в лексикографията, като си сътрудничи по-специално с Opera del Vocabolario Italiano – институт на Националния съвет за научни изследвания, и с други големи италиански и чуждестранни лексикографски компании;
2. Подготовката на критични издания на значими текстове и популяризирането и публикуването на оригинални изследвания в историко-езиковата, диалектологическата, филологическата, граматическата и лексикографската област;
3. Изучаването на граматичните структури на италианския език, разглеждани от синхронна и диахронна, историческа и сравнителна гледна точка;
4. Разработването и прилагането на новите информационни технологии, необходими за изследванията в посочените по-горе сектори и за по-широката използваемост на тяхното архивно и библиографско наследство.

В сътрудничество с други италиански и чуждестранни публични и частни институции Академията може да:
1. насърчава, разработва и изпълнява изследователски и учебни проекти в секторите, посочени по-горе, включващи млади учени чрез стипендии, безвъзмездни средства за научни изследвания, договори или други форми на сътрудничество;
2. насърчава и да организира обучение, специализация, усъвършенстване и опреснителни курсове, насочени специално към училищата и университетите;
3. установява и да присъжда стипендии, награди и други стимули, насочени по-специално към учениците и студентите;
4. предоставя консултации, становища и други услуги в езиковата област в полза на публични и частни организации, фирми и частни лица, като обръща специално внимание на училищата;
5. организира учебни конференции, семинари, изложби и други културни прояви, включително с популярен характер;
6. определя споразумения и конвенции за сътрудничество с университети и други италиански и чуждестранни културни институции и академии;
7. си сътрудничи с Държавата, Европейския съюз, регионите и местните власти по проекти и събития на тема езици и езици;
8. благоприятства дейността на онези органи, които отвън подкрепят собствените й идеали и програми.

Към 2019 г. Академията няма регулаторни или предписващи задачи.

## Група Incipit
В края на 2015 г. Академията създава групата „Incipit“ – обсерватория за зараждащи се неологизми и чуждици, която има за задача да наблюдава и изразява мнения относно новите чуждици, използвани в италианския език, като предлага алтернативи в италианския език. Групата е сформирана след кампанията „ Dillo in italiano“ („Кажи го на италиански“) от рекламистката Аннамария Теста и конференцията на същата академия на тема „Италианският език и романските езици в лицето на англицизмите“, и двете проведени по-рано през същата година. Incipit се състои от италиански и швейцарски учени и комуникационни специалисти и има собствена страница на уебсайта на академията, където публикува своите прессъобщения по специфични заемки и  чуждици.
Групата Incipit е активна и днес и следи навлизането на чуждиците, предимно англицизми, в медиите, институциите и социалните мрежи. В своите прессъобщения групата като цяло се аргументира за излишността на чужди термини и предлага алтернативи на италиански, съществуващи такива или неологизми. В документите, докладвани от същото средство за информация, отношението на публичната администрация към чуждите елементи също е критикувано и е потвърдено значението на ограничаването на използването им по различни причини, включително яснота, прозрачност, опростяване, терминологична последователност и подобряване на италианското лексикално наследство.

## Седалища
Академията сменя много седалища, всичките в град Флоренция:
- Площад „Перуци“: 1589-1590 г.
- Пиаца „Сан Биаджо“: 1590-1641 г.
- Канто ал магистрато: 1641 г.
- Ул., „Пандолфини“ (между двореца Барджело и канто де Паци): 1641-1650 г.
- ул. „Дело Студио“: след 1650-1783 г.
- Библиотека „Малябекиана“: 1783-1812 г.
- Манастир „Санто Спирито“: 1813-1816 г.
- Палацо „Медичи Рикарди“: 1817-1865 г.
- Манастир „Сан Марко“: 1866-1914 г.
- Палацо „Медичи Рикарди“: 1914-1938 г.
- Палацо „Пучи“: 1939-1940 г.
- Палацо дей Джудичи: 1940-1974 г.
- Вила на Медичите в Кастело: от 1974 г.

## Критики
През 1612 г. Паоло Бени създава Антикруска в Падуа, в подкрепа на превъзходството на тези от 16 век над флорентинските писатели от 14 век и поставя началото на ожесточена полемика. През 1717 г. Джироламо Джили се разбунтува в подкрепа на сиенския диалект; той е изключен, книгите му изгорени на Пиаца дела Синьория и е приет отново след отричане. Други критици на Академията са Джузепе Барети, Джовани Батиста Капитани (1846), вестник Il Fanfulla от Рим (1878) и Пиетро Фанфани. Пуризмът на Круска среща съпротивата на братя Вери и на Чезаре Бекария, основатели на периодичното издание Il Caffè.